# شارلوت ثييل
شارلوت ثييل (بالألمانية: Charlotte Thiele)‏ هي ممثلة ألمانية، ولدت في 6 يونيو 1918 في برلين في ألمانيا، وتوفي بنفس المكان في 6 مايو 2004.

## أعمال

### أفلام
- تيتانيك

## وصلات خارجية
- شارلوت ثييل على موقع IMDb (الإنجليزية)
- شارلوت ثييل على موقع قاعدة بيانات الأفلام السويدية (السويدية)
- شارلوت ثييل على موقع كينوبويسك (الروسية)